# Otherkin

Pravidelný heptagram známý jako Elven star, nebo Fairy Star je používán některými členy Otherkin subkultury

Otherkin je subkultura, primárně fungující na internetu, která je definovatelná tím, že osoby k ní hlásící se považují za jiné než běžní lidé. Celosvětově se jedná o v zásadě nevýznamnou skupinu lidí sídlících převážně v USA (1 398 členů v roce 2020), v jiných zemích zpravidla jen jednotlivci. Svůj postoj vyjadřují:„Otherkin je někdo, kdo má v sobě něco ne zcela lidského.“. Otherkini často věří, že jsou mytologické nebo legendární bytosti, vysvětlující své smýšlení skrz reinkarnaci, nemající lidskou duši, původ, nebo jako symbolickou metaforu.
Běžně se Otherkini identifikují jako andělé, démoni, elfi, draci, skřítci, mimozemšťané, víly, ale také určitým druhem lykani, nebo jako vampýři a podobně.
Samotný pojem Otherkin je neologismus pocházející z anglického jazyka a v překladu znamená jiný lid (Other – kind).

## Historie
Nejstarší známý internetový zdroj informací ohledně Otherkinů je Elfinkind Digest, emailový list založený v roce 1990 R’ykandarem Korra’tim na Kentucké Univerzitě. Také v raných 90. letech, zpravodajské skupiny jako alt.horror.werewolves a alt.fan.dragon na serveru Usenet, které byly zprvu vytvořeny pro fanoušky těchto bytostí, v kontextu s fantasy, hororovou literaturou a filmů, daly prostor prvním osobám, které se identifikovaly jako tyto mytologické bytosti.
6. února 1995 byl dokument s názvem „Manifest Elfského Národa“ umístěn na Usenet, spolu se skupinami alt.pagan a alt.magick. Na samotném serveru Usenet byl tento dokument běžně přijat jako troll, případně pokus o obvinění nevinné skupiny.

## Současnost
Moderní Otherkin subkultura vyrostla z těchto elfských online komunit z raných 90. let do velmi aktivní otevřené komunity čítajících více než 1900 registrovaných Otherkinů jen v adresáři .

## Procitnutí
Procitnutí (anglicky Awakening) je označení procesu, kdy si Otherkin uvědomuje, že se v něm nachází něco ne zrovna lidského. Někdo za Procitnutí označuje pouze první období poznávání své identity, zatímco jiný tvrdí, že se jedná o kontinuálně probíhající proces, protože neustále přichází něco nového. Takovéto Procitnutí běžně nastává kolem 12.–16. roku života, ale Procitnout může kdokoliv, kdykoliv. Může se jednat o proces klidný, kdy se s procitajícím jedincem nic závažnějšího nestane, ale někdy se jedná i o proces s velice bouřlivým průběhem, který může mít i dopad na fyzický stav daného jedince, ať už pozitivní nebo negativní.